# Ioan al II-lea de Brabant

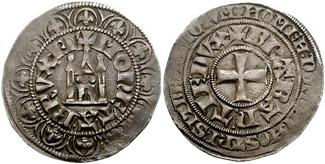
Monedă emisă de Ioan al II-lea de Brabant.

Ioan al II-lea (supranumit cel Pașnic) (n. 27 septembrie 1275 – d. 27 octombrie 1312, Tervuren), a fost duce de Brabant, de Lothier și de Limburg  de la 1294 până la moarte.
El era fiul ducelui Ioan I de Brabant cu Margareta de Flandra, fiică a lui Guy de Dampierre, conte de Flandra. Ioan a succedat tatălui său în 1294.
Pe parcursul domniei sale, Brabant a continuat să sprijine o coaliție menită să stăvilească expansiunea Franței. El a încercat să cucerească sudul Olandei de la contele pro-francez Ioan al II-lea de Olanda și Hainaut, însă încercarea sa nu a reușit. Ioan, care suferea de piatră la rinichi și își dorea ca ducatul său să treacă în mod pașnic în mâinile fiului său, a semnat în 1312 celebra chartă de la Kortenberg.
După moartea sa din 1312, Ioan a fost înmormântat în catedrala Sfinților Mihail și Gudula din Bruxelles.

## Familia
În 8 iulie 1290, Ioan s-a căsătorit cu Margareta Plantagenet în Catedrala Westminster din Londra. Margareta era fiica regelui Eduard I al Angliei cu prima soție a acestuia Eleonora de Castilia. Din această căsătorie a rezultat un singur copil:
- Ioan,[9] care a succedat în Ducatul de Brabant.

Ioan al II-lea a mai avut câțiva copii nelegitimi:
- Jan van Corsselaer, devenit ulterior senior de Witthem, Wailwilre, Machelen, la Rochette and Colonster.[10]
- Jan van Wyvliet, senior de Blaesveld și Kuyc; căsătorit cu Margareta Pipenpoy.[11]
- Jan Cordeken, legitimat ulterior de împăratul Ludovic de Bavaria și devenit senior de Glymes.[12]
- Jan Magermann, căsătorit cu Adelisa d'Elsies.